# モコア
モコア（西: Mocoa）は、コロンビア、プトゥマヨ県の県都である。プトゥマヨ県北西部に位置している。西側はナリーニョ県の県境、北側はカウカ県の県境に面している。人口は5万6398人（2018年）。
2017年3月31日、地滑りが発生。死者は、少なくとも254人に達し、うち43人が子供であった。被害が出た地域の大半は、半世紀に及ぶコロンビア内戦で住居を追われてきた貧しい人々が住む地区だった。